# Episodi di Dallas (serie televisiva 1978) (decima stagione)
Questa voce contiene trame, dettagli e crediti dei registi e degli sceneggiatori della decima stagione della serie televisiva Dallas.
Negli Stati Uniti d'America, è stata trasmessa per la prima volta dalla CBS dal 26 settembre 1986 al 15 maggio 1987, posizionandosi all'11º posto nei rating Nielsen di fine anno con il 21,3% di penetrazione e con una media superiore ai 18 milioni di spettatori.
In Italia, questo ciclo è stato trasmesso nel corso di due stagioni televisive (tra il 31 marzo 1987 e il 9 febbraio 1988), subito seguito (dal 16 febbraio 1988) dall'undicesima stagione, rendendo nulla la suspense del "cliffhanger" di fine stagione.
- Il cliffhanger di fine stagione

Pamela scopre che può finalmente avere dei figli e mentre si allontana dall'ambulatorio del suo medico, colpisce con l'auto una cisterna di benzina che esplode.

Risoluzione: Pamela sopravvive all'incidente ma riporta ustioni di 3º grado su tutto il corpo. Lasciata sola in ospedale, la donna scompare senza lasciare traccia. Nella stagione seguente, divorzierà da Bobby (per posta) e darà all'uomo la custodia di Christopher. Nella nuova serie si scoprirà che la donna si era allontanata perché stava morendo e non voleva essere di peso alla famiglia.
| nº | Titolo originale                   | Titolo italiano           | Prima tv USA      | Prima tv Italia   |
| -- | ---------------------------------- | ------------------------- | ----------------- | ----------------- |
| 1  | Return To Camelot - Part 1         | Ritorno dal nulla         | 26 settembre 1986 | 31 marzo 1987     |
| 2  | Return To Camelot - Part 2         | Sabotaggio                | 26 settembre 1986 | 7 aprile 1987     |
| 3  | Pari Per Sue                       | Doppio scacco             | 3 ottobre 1986    | 14 aprile 1987    |
| 4  | Once and Future King               | Il vecchio e futuro re    | 10 ottobre 1986   | 21 aprile 1987    |
| 5  | Enigma                             | Enigma                    | 17 ottobre 1986   | 28 aprile 1987    |
| 6  | Trompe l'œil                       | La verità di Wes          | 25 ottobre 1986   | 12 maggio 1987    |
| 7  | Territorial Imperative             | L'intruso                 | 31 ottobre 1986   | 19 maggio 1987    |
| 8  | The Second Time Around             | Il figlio                 | 7 novembre 1986   | 26 maggio 1987    |
| 9  | Bells Are Ringing                  | Sposi                     | 14 novembre 1986  | 15 settembre 1987 |
| 10 | Who's Who at the Oil Baron's Ball? | La minaccia               | 21 novembre 1986  | 22 settembre 1987 |
| 11 | Proof Positive                     | La macchina della verità  | 28 novembre 1986  | 29 settembre 1987 |
| 12 | Something Old, Something New       | Ore d'angoscia            | 5 dicembre 1986   | 6 ottobre 1987    |
| 13 | Bar-B-Cued                         | Delirio                   | 12 dicembre 1986  | 13 ottobre 1987   |
| 14 | The Fire Next Time                 | Occhio per occhio         | 19 dicembre 1986  | 20 ottobre 1987   |
| 15 | So Shall Ye Reap                   | La grande paura           | 2 gennaio 1987    | 27 ottobre 1987   |
| 16 | Tick, Tock                         | Ombre del passato         | 9 gennaio 1987    | 3 novembre 1987   |
| 17 | Night Visitor                      | Il visitatore della notte | 23 gennaio 1987   | 10 novembre 1987  |
| 18 | Cat and Mouse                      | Il gatto e il topo        | 30 gennaio 1987   | 17 novembre 1987  |
| 19 | High Noon For Calhoun              | Il rapimento              | 6 febbraio 1987   | 24 novembre 1987  |
| 20 | Olio                               | Un affare sfumato         | 13 febbraio 1987  | 1º dicembre 1987  |
| 21 | A Death in the Family              | Lutto in famiglia         | 20 febbraio 1987  | 8 dicembre 1987   |
| 22 | Revenge of the Nerd                | La rivincita              | 27 febbraio 1987  | 15 dicembre 1987  |
| 23 | The Ten Percent Solution           | Il sospetto               | 13 marzo 1987     | 22 dicembre 1987  |
| 24 | Some Good, Some Bad                | La revoca dei poteri      | 20 marzo 1987     | 5 gennaio 1988    |
| 25 | War and Peace                      | Guerra e pace             | 3 aprile 1987     | 12 gennaio 1988   |
| 26 | Ruthless People                    | Gente spietata            | 10 aprile 1987    | 19 gennaio 1988   |
| 27 | The Dark at the End of the Tunnel  | A carte scoperte          | 1º maggio 1987    | 26 gennaio 1988   |
| 28 | Two-Fifty                          | La resa dei conti         | 8 maggio 1987     | 2 febbraio 1988   |
| 29 | Fall of the House of Ewing         | La caduta di casa Ewing   | 15 maggio 1987    | 9 febbraio 1988   |

- Cast regolare[4]:
Barbara Bel Geddes (Miss Ellie Ewing)
Patrick Duffy (Bobby Ewing)
Linda Gray (Sue Ellen Ewing)
Larry Hagman (J.R. Ewing)
Susan Howard (Donna Culver)
Steve Kanaly (Ray Krebbs)
Howard Keel (Clayton Farlow)
Ken Kercheval (Cliff Barnes)
Priscilla Beaulieu Presley (Jenna Wade)
Victoria Principal (Pamela Barnes Ewing)
Dack Rambo (Jack Ewing)

## Ritorno dal nulla / Sabotaggio
- Titolo originale: Return to Camelot - Part 1 / Return to Camelot - Part 2
- Diretto da: Leonard Katzman
- Scritto da: Leonard Katzman & Mitchell Wayne Katzman

### Trama
Pam trova Bobby sotto la doccia; la sua morte e tutti gli eventi della stagione precedente si rivelano essere stati un sogno di Pam. I prezzi del petrolio stanno crollando perché l'OPEC sta esportando molto petrolio a basso costo nel paese. La Ewing Oil e le altre compagnie devono chiudere alcuni pozzi più piccoli. Bobby dice a Jenna e a Charlie che sposerà di nuovo Pam. J.R. e Cliff sono entrambi piuttosto infelici. Cliff ha presentato al cartello un'idea per creare un gruppo di lobby a D.C. per imporre tasse più alte sul petrolio importato. Ha detto che l'idea era sua, ma in realtà era di Jamie. J.R. offre a Jack di acquistare il suo 10% della Ewing Oil. Ray ha comprato una nuova casa per lui e Donna, ma a lei non piace l'idea di tornare insieme anche se lo ama ancora. J.R. offre a Donna una posizione di capo del gruppo della lobby. Uno dei 12 pozzi della Ewing è stato fatto saltare in aria. Jenna e Charlie si trasferiscono da Southfork in una casa a Braddock. Ray e Clayton hanno assunto un nuovo caposquadra del ranch, Wes Parmalee. Mandy e Sue Ellen si incontrano. Sue Ellen ha giurato a se stessa di non bere mai più e ha assunto un uomo per perseguitare Mandy e J.R. Wes ha una foto della giovane Miss Ellie.

## Doppio scacco
- Titolo originale: Pari Per Sue
- Diretto da: Michael Preece
- Scritto da: David Paulsen

### Trama
Jeremy Wendell si offre di acquistare la Ewing Oil, ma J.R. e Bobby rifiutano l'offerta. J.R. ha litigato con Jack e quasi lo ha cacciato dalla visita a Southfork. Mandy è spaventata, perché ha notato l'uomo assunto da Sue Ellen e pensa che stia cercando di ucciderla. Cliff vuole acquistare la quota di Jack della Ewing Oil. Sue Ellen ha comprato un negozio di lingerie di San Valentino, il cui proprietario, il signor Valentine, ha ottenuto il 10%.

## Il vecchio e futuro re
- Titolo originale: Once and Future King
- Diretto da: Leonard Katzman
- Scritto da: Calvin Clements, Jr.

### Trama
Cliff non è soddisfatto di Donna come capo del gruppo e cerca di mettere un uomo al suo posto, ma Bobby la difende e convince gli altri petrolieri a fare lo stesso. Cliff dà a Jack un assegno di 500.000 dollari per assicurarsi che, se un giorno decidesse di vendere la sua quota di Ewing Oil, Cliff sarebbe il primo ad acquistarla. Sue Ellen sta avviando una campagna per il suo negozio di lingerie di San Valentino e vuole ingaggiare Mandy come modella. Cliff e Jamie hanno avuto un altro litigio. La moglie dell'uomo che ha fatto saltare in aria uno dei pozzi è andata da Bobby implorandolo di fermare il processo contro di lui. Miss Ellie ha la sensazione di essersi già incontrati con Wes. Donna è partita per Washington. Pamela ha convinto Bobby a parlare con l'uomo che ha fatto saltare in aria i pozzi, ma quando arrivano in città, l'uomo viene trovato morto in prigione. J.R. ha scoperto l'investigatore privato. La signorina Ellie è andata alla baracca di Wes e ha trovato la fibbia, il coltello e le lettere di Jock tra le sue cose. Wes le ha detto che quelle cose gli sono sempre appartenute, lasciando intendere che lui è Jock.

## Enigma
- Titolo originale: Enigma
- Diretto da: Michael Preece
- Scritto da: Leah Markus

### Trama
La signorina Ellie ordina a Wes di andarsene da Southfork e respinge le sue affermazioni. Ray rintraccia Wes, in cerca di risposte. La signorina Ellie rivela la storia di Wes al migliore amico di Jock, Punk Anderson. J.R., furioso con Sue Ellen per aver fatto seguire lui e Mandy, le offre il divorzio. J.R. e Mandy cadono inconsapevolmente nel complotto di Sue Ellen, mentre la sua azienda di lingerie assume una modella sexy. J.R. e Bobby sono sconvolti quando si rivolgono alla Cattlemen's Bank per un prestito multimilionario. Donna è a Washington, a fare pressioni per sostenere l'industria petrolifera. È perplessa quando chiama Ray e Jenna risponde al telefono. J.R. continua a cercare di aumentare il prezzo del petrolio.

## La verità di Wes
- Titolo originale: Trompe L'Oeil
- Diretto da: Leonard Katzman
- Scritto da: Leonard Katzman

### Trama
Clayton avverte Wes che combatterà per tenerlo lontano da Southfork e da Ellie. J.R. e Bobby sono convinti che le affermazioni di Wes siano false finché non fa loro visita alla Ewing Oil. Ellie riesce a non pensare a Wes aiutando Pam a organizzare il suo matrimonio. Il piano di Sue Ellen per vendicarsi di J.R. va meglio del previsto. L'arrivo inaspettato della sua ex moglie scuote le speranze di Jack di arricchirsi grazie alla sua quota del 10% della Ewing Oil. Con il 50% della Ewing Oil come garanzia, J.R. e Bobby iniziano a espandere l'attività. L'incontro di J.R. con B.D. Calhoun lo rende fiducioso che i prezzi del petrolio saliranno di nuovo.

## L'intruso
- Titolo originale: Territorial Imperative
- Diretto da: Michael Preece
- Scritto da: David Paulsen

### Trama
L'azienda di Sue Ellen, Valentine, riscuote un enorme successo. April incontra J.R. che la informa che il 10% di Ewing Oil non vale più così tanto a causa del crollo dei prezzi. Wes fa visita a Ellie a Southfork e le racconta cose che solo lei e lui sanno della loro seconda luna di miele. Cliff offre ad April Stevens di comprare Ewing Oil se riesce a ottenere la sua quota da Jake. Pam, Bobby e Christopher sorprendono Charlie in giro con una banda di malintenzionati e la portano a casa con la forza. Jenna dice a Pam e Bobby di stare alla larga dalle loro vite. Ellie è preoccupata per Wes e durante il pranzo dice a Mavis di percepire qualcosa in Wes che le impedisce di liquidarlo come un imbroglione. Ray nega a Donna di andare a letto con Jenna e le dice che non sono affari suoi. Donna dice a Ray che lo ama ancora, ma non può tornare da lui nella sua nuova casa. J.R. è infastidito dall'attrazione che Mandy sta creando con la sua nuova carriera da modella. Sue Ellen visita Wes e gli offre aiuto per rimanere. Jenna riceve risultati scioccanti e sconvolgenti dal suo medico.

## Il figlio
- Titolo originale: The Second Time Around
- Diretto da: Leonard Katzman
- Scritto da: Calvin Clements, Jr.

### Trama
Wes accetta di sottoporsi a esami medici. Arriva il giorno del matrimonio di Bobby e Pam, con Ray che annuncia in modo sorprendente che Jenna è incinta del bambino di Bobby. Jamie partecipa al matrimonio con Jack ed è scioccato nel vedere Cliff arrivare con April. Wes si presenta e si rifiuta di andarsene finché Ellie non accetta di incontrarlo più tardi.

## Sposi
- Titolo originale: Bells Are Ringing
- Diretto da: Michael Preece
- Scritto da: Leah Markus

### Trama
La felicità di Pam e Bobby viene infranta da uno sfogo di Ray il giorno del loro matrimonio. J.R. sfrutta lo sfogo come ultimo tentativo per convincere Jenna a partecipare. I timori di Banks riguardo alla richiesta di Wes li spingono a congelare il credito della Ewing Oil. April complotta contro Jack. J.R. continua il suo piano per aumentare il prezzo del petrolio.

## La minaccia
- Titolo originale: Who's Who at the Oil Baron's Ball?
- Diretto da: Leonard Katzman
- Scritto da: David Paulsen

### Trama
Continuano i disaccordi tra Miss Ellie e Clayton riguardo a Wes Parmalee. Clayton sente di dover combattere sia contro Parmalee che contro il fantasma di Jock. Un produttore di Hollywood di nome Bruce Harvey esprime interesse per Mandy Winger. J.R. è preoccupato per la situazione di Bobby, con il bambino di Jenna in arrivo. La CIA mette in guardia J.R. dal frequentare B.D. Calhoun. Cliff invita April al ballo del Barone del Petrolio. Ray dice a Donna che il destino del bambino di Jenna dovrebbe essere interamente una sua scelta. J.R. vuole che April gli venda il 5% della Ewing Oil. Cliff vuole indietro i suoi 500.000 dollari da Jack. La radiografia di Parmalee offre un'altra sorpresa a J.R. e Bobby. Pam e Bobby incontrano April Stevens. Jenna e Ray si tengono lontani dal ballo del Barone del Petrolio. Al ballo, Parmalee sorprende la comunità petrolifera affermando di essere Jock Ewing. Parmalee accetta di sottoporsi al test della macchina della verità. Clayton minaccia di ucciderlo.

## La macchina della verità
- Titolo originale: Proof Positive
- Diretto da: Michael Preece
- Scritto da: Calvin Clements, Jr.

### Trama
Wes fa una rivelazione sorprendente al Ballo del Barone del Petrolio. Dopo essere stato affrontato da J.R., Clayton e Bobby, Wes accetta di sottoporsi al test della macchina della verità per dimostrare di essere Jock. Ellie chiede un altro incontro segreto con Wes. Clayton giunge a una conclusione inquietante. April trama per lucrare sul suo precedente matrimonio con Jack. Pam fa una proposta inquietante per comprare il bambino di Jenna. Sue Ellen costringe J.R. a uno scontro finale. Jamie prende una decisione sul suo matrimonio con Cliff.

## Ore d'angoscia
- Titolo originale: Something Old, Something New
- Diretto da: Leonard Katzman
- Scritto da: Leah Markus

### Trama
Con le prove sempre più evidenti che Wes Parmalee è in realtà Jock, Bobby parte per il Sud America alla ricerca di informazioni per confutare l'accusa. Bobby si trova ad affrontare il triste compito di ricostruire l'incidente di Jock in Sud America. J.R. fa pressione su una confusa Miss Ellie affinché dichiari Parmalee un impostore. Sue Ellen sfrutta il suo piano per vendicarsi di J.R. e Mandy scopre chi è stato il benefattore della sua fortuna. Donna continua a fare lobbying a Washington D.C. J.R. cerca di far fallire il suo piano con B.D. Calhoun per aumentare il prezzo del petrolio. Miss Ellie incontra riluttante Parmalee a cena.

## Delirio
- Titolo originale: Bar-B-Cued
- Diretto da: Michael Preece
- Scritto da: David Paulsen

### Trama
Bobby torna dal Sud America con prove su Wes Parmalee, ma è un ospite inaspettato e non invitato a rivelare a Miss Ellie la sconvolgente verità. J.R. e Clayton si avvicinano in seguito alla calamità di Parmalee. Pam conclude il suo accordo d'affari con Cliff prima che lui venga costretto a pagare il servizio di Jamie come consulente petrolifero. Parmalee ha incontri interessanti sia con Jeremy Wendell che con April Stevens. J.R. riceve notizie rassicuranti su B.D. Calhoun e il Medio Oriente. Jack fa a Jamie un regalo insolito. Donna ha un incontro breve ma intrigante con un importante senatore nei suoi sforzi per la lobby petrolifera. Cliff fornisce ulteriori spunti al barbecue.

## Occhio per occhio
- Titolo originale: The Fire Next Time
- Diretto da: Patrick Duffy
- Scritto da: David Paulsen

### Trama
Clayton, infuriato, si lancia in una caccia all'uomo. La signorina Ellie chiede aiuto ai figli per calmare il marito furioso. J.R., fiducioso che la situazione in Medio Oriente sia tranquilla, apprende notizie inquietanti riguardanti B.D. Calhoun. Donna torna a Dallas con una decisione sul suo matrimonio con Ray, a cui consegna i documenti per il divorzio. Jeremy Wendell si rivolge a Cliff con una subdola proposta d'affari.

## La grande paura
- Titolo originale: So Shall Ye Reap
- Diretto da: Jerry Jameson
- Scritto da: Leonard Katzman

### Trama
Minacciato dalla presenza minacciosa di B.D. Calhoun, J.R. prende le misure necessarie per liberarsi del mercenario. Le indagini sospette di Pam su alcuni "affari" di Cliff lo spingono a riconsiderare la proposta di Jeremy Wendell. Jenna cerca di recidere ulteriormente i legami con Bobby vendendo la sua boutique e consegnandogli un assegno, che lui dice a Pam che intende versare in un fondo fiduciario per Jenna e il suo bambino. April Stevens coglie un'opportunità fortuita quando incontra "accidentalmente" la nemesi della Ewing Oil, Jeremy Wendell. Donna decide di andarsene da Southfork.

## Ombre del passato
- Titolo originale: Tick, Tock
- Diretto da: Patrick Duffy
- Scritto da: Mitchell Wayne Katzman

### Trama
Sue Ellen non sospetta nulla quando Calhoun, che conosce come Peter Duncan, incontra "accidentalmente" lei e Pam. Ray prova la frustrazione di perdere la moglie e il bambino che porta in grembo. La crescente iperprotezione di Pam nei confronti di Christopher preoccupa Bobby. Jeremy Wendell persegue il suo piano per rovinare la Ewing Oil. Ray e Clayton, nel tentativo di dimenticare i loro problemi, riprendono a lavorare insieme nel settore del cutting dei cavalli.

## Il visitatore della notte
- Titolo originale: Night Visitor
- Diretto da: Larry Hagman
- Scritto da: Calvin Clements, Jr.

### Trama
La Ewing Oil torna in auge finanziariamente mentre Bobby e J.R. si assicurano accordi importanti, ma J.R. è troppo sopraffatto dall'ansia per B.D. Calhoun per assaporare il successo. Bobby diventa sospettoso quando J.R. si mostra eccessivamente preoccupato per il sistema di sicurezza di Southfork. Cliff, con riluttanza, accetta il piano di Jeremy Wendell per indebolire la Ewing Oil. April Stevens continua il suo stratagemma per riprendersi il suo 5% della società. L'amicizia tra Ray e Jenna viene messa in pausa mentre lui decide di perseguire una causa per l'affidamento del suo bambino non ancora nato con Donna, ma lei viene inaspettatamente portata d'urgenza in ospedale a Washington D.C. con lancinanti dolori allo stomaco. Sue Ellen ha un altro infausto incontro con "Peter Duncan".

## Il gatto e il topo
- Titolo originale: Cat and Mouse
- Diretto da: Michael Preece
- Scritto da: Leah Markus

### Trama
Donna è in ospedale per un'appendicite e riceve la visita di Ray e Andrew Dowling. Ray inizia a preoccuparsi per la relazione che Donna ha con Andrew Dowling. Il suo avvocato consiglia a Ray di smettere di vedere Jenna finché il suo divorzio non sarà concluso. Nel frattempo, Charlie e Jenna sentono la mancanza di Ray, ma Jenna non riesce a spiegare a Charlie perché non possono vederlo. Inizialmente nessuno condivide la preoccupazione di Pam per il fatto che Sue Ellen non abbia chiamato per dire che non sarebbe tornata a casa per cena. Mentre J.R. salta la cena di famiglia per passare del tempo con April. Al mattino Bobby chiama la polizia per denunciare la scomparsa di Sue Ellen. J.R. torna improvvisamente a casa e pochi istanti dopo Sue Ellen. La famiglia sospetta che abbia ricominciato a bere. J.R. affronta Sue Ellen con delle foto di lei e Calhoun a letto insieme. Sue Ellen nega la relazione e sospetta che sia stata drogata da Calhoun. J.R. confessa a Bobby i suoi rapporti con Calhoun. Bobby ingrandisce le foto di Calhoun e Sue Ellen e dà il nome all'hotel in cui alloggia Calhoun. Cliff, con riluttanza, inganna Pam rivelandogli quale compagnia la Ewing Oil sta per acquistare e passa l'informazione a Jeremy Wendell. Cliff si ubriaca per i sensi di colpa. Clayton continua la sua infruttuosa caccia a Wes. Bobby e J.R. trovano un videomessaggio di Calhoun ad attenderli in hotel.

## Il rapimento
- Titolo originale: High Noon for Calhoun
- Diretto da: David Paulsen
- Scritto da: David Paulsen

### Trama
Temendo per l'incolumità delle loro famiglie, J.R. e Bobby mandano Sue Ellen, Pam, John Ross e Christopher in California per sfuggire alla minacciosa minaccia di B.D. Calhoun. Ma quando il mercenario li localizza, J.R. è costretto a uno scontro mortale con il terrorista. April prova fitte di solitudine. Cliff si lancia in un accordo precario ed è frenetico quando Pam non c'è a sostenerlo finanziariamente. Andrew Dowling continua a intrattenere Donna. Miss Ellie, con un forte raffreddore, e Clayton, che canta a Miss Ellie, si godono un weekend privato lontano da Southfork. Nel frattempo, in California, Calhoun rapisce John Ross e gioca al gatto e al topo con J.R. La situazione precipita quando J.R. viene colpito e Calhoun punta la pistola contro John Ross, J.R. deve assistere alla morte del figlio. Bobby e Ray accorrono in suo soccorso uccidendo Calhoun.

## Un affare sfumato
- Titolo originale: Olio
- Diretto da: Steve Kanaly
- Scritto da: Leonard Katzman

### Trama
J.R. paga un prezzo emotivo per il suo coinvolgimento con B.D. Calhoun, ma potrebbe affrontare un pericolo maggiore con la legge per aver collaborato con il terrorista. Nonostante il suo crescente rapporto con Andrew Dowling, Donna si sente soffocata nei suoi sforzi per la lobby petrolifera. Bobby assume temporaneamente la direzione della Ewing Oil, ma è J.R. a fare il lavoro sporco tramite April Stevens. Ray cerca di spiegare a Charlie perché deve stare lontano da lei e Jenna. Pam e Cliff si scontrano sulla sua lealtà. Tutti a Southfork ricevono una notizia sconvolgente dalla California: Jamie è morto.

## Lutto in famiglia
- Titolo originale: A Death in the Family
- Diretto da: Michael Preece
- Scritto da: Mitchell Wayne Katzman

### Trama
J.R. e April continuano la loro silenziosa ricerca di Jack. Sue Ellen chiude la sua attività di lingerie a Los Angeles, ma trova una nuova "ragazza di San Valentino" per il negozio di Dallas. Christopher e John Ross si cimentano in un gioco potenzialmente mortale. Ray pensa di giocare sporco nella sua causa di divorzio con Donna. Sue Ellen e J.R. rinnovano il loro amore reciproco.

## La rivincita
- Titolo originale: Revenge of the Nerd
- Diretto da: Linda Gray
- Scritto da: Calvin Clements, Jr.

### Trama
La morte di Jamie in una caduta da una parete rocciosa lascia il marito in possesso di una percentuale della Ewing Oil. Furioso per le sconvolgenti notizie di Cliff, J.R. divide la famiglia di Southfork accusando Pam di aver complottato con il fratello per rovinare la Ewing Oil. Sue Ellen offre un'interessante soluzione al problema di Pam. April cerca disperatamente conforto negli uomini della sua vita. Ray giunge a una dolorosa conclusione nella sua battaglia per l'affidamento del loro bambino non ancora nato con Donna. La signorina Ellie esplode per i litigi a Southfork. B.D. Calhoun continua a tormentare J.R.

## Il sospetto
- Titolo originale: The Ten Percent Solution
- Diretto da: Michael Preece
- Scritto da: Susan Howard Chrane

### Trama
J.R. trama subdolamente per incastrare Cliff per la morte di Jamie. Mentre manovra segretamente per assicurarsi il 10% della Ewing Oil, J.R. organizza anche un incontro tra April e un giudice amico che potrebbe rivelarsi utile alla loro causa. Pam sospetta dei rapporti di Cliff con Jeremy Wendell. Cliff cerca disperatamente di raccogliere fondi per sostenere un prestito Wendell. Donna ignora l'insistente Andrew Dowling. Nancy, la vedova infuriata di un ex dipendente della Ewing, trama vendetta sulla famiglia.

## La revoca dei poteri
- Titolo originale: Some Good, Some Bad
- Diretto da: Larry Hagman
- Scritto da: Louella Lee Caraway

### Trama
Jack Ewing viene in aiuto di Bobby e J.R. nella loro ricerca del dieci percento della Ewing Oil. Jeremy Wendell rivela a Pam i loschi affari di Cliff, ma non prima che lei e Bobby intervengano in difesa del fratello di lei, accusato di aver ucciso Jamie. Bobby, nel tentativo di chiarire i rapporti tra lui e Ray, rimane scioccato quando va a casa di Ray. J.R. chiede a una diffidente Sue Ellen di tornare a vivere nella loro camera da letto. Ray e Jenna raggiungono un accordo.

## Guerra e pace
- Titolo originale: War and Peace
- Diretto da: Dwight Adair
- Scritto da: Leah Markus

### Trama
Pam lascia il suo ufficio al Barnes-Wentworth. Si tiene il processo per determinare il destino del dieci percento della Ewing Oil e il giudice emette un verdetto inaspettato. Con gli affari in difficoltà alla Valentine Lingerie, Sue Ellen si rende conto che potrebbe essere necessario far tornare Mandy a fare la modella per l'azienda. Nancy si rivolge a un giornale locale con la storia del coinvolgimento degli Ewing con i terroristi, ma hanno bisogno di prove prima di pubblicare la notizia.

## Gente spietata
- Titolo originale: Ruthless People
- Diretto da: Patrick Duffy
- Scritto da: Mitchell Wayne Katzman

### Trama
Tradito da J.R. e April, Jeremy Wendell giura vendetta sulla Ewing Oil e potrebbe averla trovata su un piccolo giornale texano. Un titolo a caratteri cubitali che incrimina J.R. in attività terroristiche non solo fornisce a Wendell le munizioni, ma fa anche infuriare Miss Ellie e il resto degli Ewing. Mandy torna a essere la ragazza "San Valentino" di Sue Ellen, ma ha in mente di fare molto di più. Donna ha una bambina che chiama Margaret. Ray va a Washington D.C. per vedere sua figlia e raggiunge un accordo con Donna e Andrew Dowling. La incinta Jenna riflette sulla sua situazione abitativa.

## A carte scoperte
- Titolo originale: The Dark at the End of the Tunnel
- Diretto da: Larry Hagman
- Scritto da: Calvin Clements, Jr.

### Trama
Stanchi delle subdole tattiche commerciali di J.R., Bobby, Ray e Miss Ellie "vendono" le loro azioni della Ewing Oil a J.R. Notizie da Washington gettano i membri della famiglia Southfork in un tumulto di rabbia. Sue Ellen escogita con cautela un piano per mettere alla prova la presunta lealtà di J.R. Pam affronta finalmente Jenna e la informa che sta arrivando un nuovo momento. Una ricchissima April Stevens ricambia i passati sentimenti di umiliazione.

## La resa dei conti
- Titolo originale: Two-Fifty
- Diretto da: Michael Preece
- Scritto da: Leonard Katzman

### Trama
La signorina Ellie è sconvolta per il destino di Clayton e della Ewing Oil. J.R. si affanna disperatamente per difendere se stesso e la compagnia dalle accuse del dipartimento di giustizia. Jeremy Wendell continua a costringere Alfred e la signora Scottfield a collaborare contro gli Ewing. Mandy rivela il vero motivo del suo ritorno a Dallas. Bobby incontra inaspettatamente una Jenna in attesa di un figlio. Andrew Dowling accetta di aiutare Bobby a indagare sulle possibilità di salvare la Ewing Oil. Pam cerca di avvertire Cliff dell'imminente fine della Ewing Oil, ma lui diffida della sua lealtà.

## La caduta di casa Ewing
- Titolo originale: Fall of the House of Ewing
- Diretto da: Leonard Katzman
- Scritto da: David Paulsen

### Trama
Jenna dà alla luce un bambino che chiama Lucas; Christopher viene a sapere della sua adozione; J.R. e Bobby continuano le trattative con il Dipartimento di Giustizia; la signora Scottfield e Jeremy Wendell rivelano i loro piani; Sue Ellen e Mandy litigano per J.R. J.R. perde la Ewing Oil quando il Dipartimento di Giustizia chiude l'azienda. Pam riceve meravigliose notizie mediche e corre a casa per dirlo a Bobby, ma si schianta con la sua auto contro un camion di carburante che esplode in un finale infuocato.